# Пољско-совјетски рат (1919—1921)
Пољско-совјетски рат (14. фебруар 1919 — 18. март 1921) је био сукоб између Совјетске Русије и Совјетске Украјине против Друге пољске републике и Украјинске Народне Републике, који се одвијао у послијератној Европи. У рату је Пољска, која је након више од 100 година од Подјела Пољске, према одредбама Версајског мира обновила своју државност, жељела осигурати територије које је изгубила Подјелама, док је циљ совјетских република био сачувати те исте територије, које су биле дијелом Руске Империје све до краја Првог свјетског рата. Пољски и руски историчари се споре око питања побједника у рату. Пољаци су тврдили да су у рату успјели одбранити новоформирану Републику, док су Совјети тврдили да су спријечили пољску инвазију Украјине и Бјелорусије.

## Имена и датуми
Рат је познат под неколико имена. "Пољско-совјетски рат" је најчешће коришћени термина од других који се користе су "Пољско-руски рат 1919.–1921." (да би се разликовао од ранијих пољско-руских ратова) и "Пољско-бољшевички рат". Овај последњи термин (или само "Бољшевички рат" (пољ. Wojna bolszewicka)) се најчешће користи у пољским изворима. У неким пољским изворима среће се термин "Рат из 1920." (пољ.: Wojna 1920 roku).
Постоји неслагање око датума одигравања рата. Енциклопедија Британика у свом чланку о рату наводи датумски распон од 1919. до 1920. али затим наводи: " Иако је током 1919. године било непријатељстава између двеју земаља, сукоб је почео када је пољски шеф државе Јозеф Пилсудски основао савез с украјинским националистичким вођом Симоном Петљуром (21. април 1920) а њихове комбиноване снаге почеле су да заузимају Украјину, заузимајући Кијев 7. маја." Пољска енциклопедија, као и западни историчари као што је Норман Дејвис, сматрају 1919. годину почетном ратном годином.
Као датум завршетка рата спомиње се 1920. или 1921, ова конфузија произилази из чињенице да је прекид ватре наступио у јесен 1920, док је споразум у Риги потписан неколико месеци касније, у марту 1921. године. Док се догађаји из 1919. године могу описати као погранични сукоб, а тек почетком 1920. године, обе стране су се укључиле у тотални рат, сукоби који су се десили 1920. године били су неизбежна ескалација борби које су почеле годину дана раније. На крају, догађаји из 1920. године били су логична, иако непредвидива, последица наставка сукоба из 1919. године.

## Увод
Главне територије на којима се одвијао сукоб налазе се у данашњој Украјини и Белорусији, до средине 14. века биле су део средњовековне Кијевске Русије. Након периода међунационалних ратова и монголске инвазије 1240. године, ове територије постале су део Краљевине Пољске и Велике кнежевине Литваније. У првој половини 14. века, Велика кнежевина Кијев и земље између Дњепра, Припјата и Западне Двине постају део Велике кнежевине Литваније, а 1352. године Пољска и Литванија поделиле су међусобно краљевину Галиција-Волинија. 1569. године у складу са условима Лублинске уније између Пољске и Литваније, неке од украјинских земаља прешле су под Пољску круну. Између 1772. и 1795, велики део источнословенских територија постао је део Руске Империје током поделе Пољске. Након Бечког конгреса 1814–1815. године, велики део територије Варшавског војводства (Пољска) прешао је под руску контролу. Након што су млади Пољаци одбили да буду регрутовани у Руску императорску армију избио је избио је устанак у Пољској 1863., цар Александар II уклонио је Пољску из свог устава, забранио пољски језик, одузео велике земљишне поседе од Пољака, и прикључио Пољску директно Русији поделивши је на десет провинција, у свакој је постављен руски војни гувернер, а све су биле под контролом руског главног гувернера у Варшави.
Након завршетка Првог светског рата (1918), мапа средње и Источне Европе је битно промењена. Немачки пораз довео је до пропасти берлинских марионетских држава, међу којим је била и Пољска. Руско царство се распало, што је довело до Руске револуције и Руског грађанског рата у периоду од 1917. до 1922. године. Неколико мањих народа у региону видело је шансу да оствари независност и искористили су прилику да је добију, Совјетска Русија је своје изгубљене територије сматрала побуњеним провинцијама, али није имала ресурсе да реагује. Док Париска мировна конференција 1919. није донела коначну одлуку о вези са источном границом Пољске у децембру 1919. одредили су привремену границу (Курзонова линија) као покушај да се дефинишу територије које су имале "неспорно пољску етничку већину". Учесници конференције нису се сматрали компетентним да донесу одређену одлуку о конкурентним тврдњама.
Успехом Великопољског устанка (1918.–1919), Пољска је поново успоставила своју државност по први пут од поделе 1795. године. Основана је Друга пољска република, која је наставила да шири границе на рачун бивших поделилаца. Многе од ових територија су дуго биле предмет сукоба између Русије и Пољске.
Пољска није била сама у својим новим приликама и проблемима. Са колапсом руских и немачких окупационих власти, готови сви нови независни суседи Пољске почели су да се боре око граница: Румунија са Мађарском за Трансилванију, Југославија са Италијом за Ријеку, Пољска са Чехословачком за Чешку Шлеску, са Немачком за Познањ и са Украјинцима за источну Галицију. Украјинци, Белоруси, Литванци, Естонци и Летонци су се борили међусобно и против Руса, који су били такође подељени. Ширење комунистичког утицаја довело је до избијања револуција у Минхену (април–мај 1919), у Берлину (јануар 1919), у Будимпешти (март–август 1919) и Прешову у Словачкој (јун–јул 1919). Винстон Черчил је саркастично прокоментарисао: "Рат дивова је завршен, ратови пигмеја почињу." Сви ови сукоби осим Пољско-совјетског рата су били краткотрајни.
Пољско-совјетски рат се вероватно десио више случајно него планирано, јер је мало вероватно да би било ко у Совјетској Русији или у новој Пољској намерно планирао велики страни рат. Пољској, на чијој територији је било главно ратно поље током Првог светског рата, недостајала је политичка стабилност, победила је у тешком сукобу са Западноукрајинском Народном Републиком јула 1919. године, али је већ била уплетена у нове сукобе са Немачком (Шлески устанци 1919.-1921) и са Чехословачком (јануар 1919). Револуционарна Русија, се у међувремену фокусирала на супротстављање противника револуције и савезничкој интервенцији (од 1918. до 1925). Док су се први сукоби између пољских и совјетских снага десили у фебруару 1919, требало је скоро годину дана да прође пре него што су обе стране схватиле да су покренуле рат великих размера.
Почетком 1919. године вођа нове Руске бољшевичке владе, Владимир Лењин, инспирисан победом Црвене армије у грађанском рату над антикомунистичким снагама Белог покрета и њихових западних савезника, почео је да гледа на револуцију са великим оптимизмом. Бољшевици су прогласили потребу за Диктатуром пролетеријата, и узбуркали су комунистичке заједнице у целом свету. Они су имали отворену намеру да повежу револуцију у Русији са очекиваном револуцијом у Немачкој и да помогну другим комунистичким покретима у Западној Европи, Пољска је била географски мост који би Црвена армија морала да пређе да би пружила директну физичку подршку комунистима на западу.
Лењин је имао за циљ да поврати контролу над територијама које је Русија изгубила Брест-литовским миром у марту 1918. године, да се инфилтрира у пограничним земљама, да успостави Совјетску владу у Пољској, и да стигне у Немачку – где је очекивао да ће избити социјалистичка револуција. Он је веровао да Совјетска Русија не може да преживи без подршке социјалистичке Немачке. Крајем лета 1919. године Совјети су преузели већину Украјине, оснивајући Украјински директорат у Кијеву. У фебруару 1919. године основали су Литванско-Белоруску ССР (Литбел). Ова влада је била веома непопуларна због терора и прикупљања хране и добара за војску.
Међутим, званично је Совјетска влада одбила оптужбе за покушај напада на Европу.
Како су пољско-совјетске борбе напредовале, посебно у време када је пољска Кијевска офанзива пропала у јуну 1920, совјетски политички креатори, укључујући Лењина, све више су сматрали рат као праву прилику за ширење револуције на запад. Историчар Ричард Пајп је приметио да су се пре Кијевске офанзиве, Совјети припремили за властити напад против Пољске.
Пре почетка Пољско-совјетског рата, снажај утицај на пољску политику имао је (начелник панства) Јозеф Пилсудски. Пилсудски је желео распарчати Руско царство и основати под вођством Пољске "Федерацију Међуморје" састављену од независних држава: Пољске, Литваније, Украјине, и других земаља централне и источне Европе које су се појавиле након распада царстава након Првог светског рата. Он се надао да ће ова нова унија постати противтежа свим потенцијалним империјалистичким намерама Русије или Немачке. Пилсудски је тврдио да: "Не може бити независне Пољске без независне Украјине", али је можда био више заинтересован да се Украјина раздвоји од Русије него за добробит Украјинаца. Није оклевао да употреби војну силу да прошири пољске границе на Галицију и Волинију, уништавајући украјински покушај самопроглашења државе на спорним територијама источно од реке Јужни Буг, које је насељавала значајна пољска мањина, која је чинила већинско становништво у градовима као што је Лавов, за разлику украјинске већине у селима. Говорећи о будућим пољским границама, Пилсудски је рекао: "Све што можемо да добијемо на западу зависи од Антанте—у којој мери жели да притисне Немачку," док на истоку, "Постоје врата која се отварају и затварају, и зависи од тога ко их отвара и колико далеко." У хаосу на истоку, пољске снаге су кренуле да се тамо шире колико год је то могуће. С друге стране, Пољска није имала намеру да се придружи западној интервенцији у Руском грађанском рату или да освоји саму Русију.
Пилсудски је такође изјавио:
Затворена унутар граница 16. века, одсечена од Црног и Балтичког мора, лишена земље и рудног богатства југа и југоистока, Русија би се лако могла пребацити у статус другоразредне силе. Пољска као највећа и најснажнија од нових држава могла би лако успоставити сферу утицаја од Финске до Кавказа.

Пре Пољско-совјетског рата, Јан Ковалевски, полигота и аматерски криптолог, успео је да провали кодове и шифре Западноукрајинске војске и војске Белог покрета под командом генерала Антона Дењикина током службе у Пољско-украјинском рату. Након тог успеха у јулу 1919. године пребачен је у Варшаву, где је постао шеф радио-обавештајног штаба. Почетком септембра окупио је групу математичара са Универзитета у Варшави и Универзитета у Лавову (међу којима и познате представнике Пољске математичке школе—Станислава Лешњевског, Стефана Мазуркиевица и Вацлава Сјерпињског), који су успели разбити шифре Совјетске Русије. Декодиране информације представљене Пилсудском су показале да су совјетски мировни предлози Пољској 1919. године били лажни и да су се у стварности Совјети припремили за нову офанзиву против Пољске и концентрисали војне снаге у Барисаву близу пољске границе. Пилсудски је одлучио да одбије совјетске предлоге, и потписао је савез са Симоном Петљуром из Украјинске НР, и да крену у Кијевску офанзиву. Током рата, пољско дешифровање радио порука Црвене армије омогућило је да се мале пољске војне снаге ефикасно користе против совјетских снага и да се добију многе појединачне битке, а једна од најважнијих битка за Варшаву 1920. године.

## Курс

### 1919.

#### Први Пољско–совјетски сукоби
Први озбиљнији оружани сукоб догодио се од 14. до 16. фебруара, близу града града Бјарозе у Белорусији. До краја фебруара совјетски напредак на западу је заустављен. И пољске и совјетске снаге биле су ангажоване у Пољско-украјинском рату, а активне борбе су се одвијале и на територијама балтичких земаља (Естонији, Летонији и Литванији у ратовима за независност).
Почетком марта 1919. године, пољске јединице су започеле офанзиву, прешавши реку Њемен, заузимајући Пинск, и доласком у предграђе Лиде. И совјетски и пољски напредак почели су отприлике у исто време у априлу (пољске снаге започеле су велику офанзиву 16. априла), што је резултирало великим бројем војника присутних у том подручју. У априлу је Црвена армија освојила Гродно, који је убрзо ослобођен пољским контранападом. У немогућности да оствари своје циљеве након почетка јаче офанзиве Белог покрета, Црвена армија се повукла са својих позиција и реорганизовала се. Ускоро ће се Пољско-совјетски рат захуктати. Пољске снаге су наставиле стабилан напредак на истоку. Заузели су Лиду 17. априла и Навагрудак 18. априла, а поново су окупирали Вилњус 19. априла, протерујући владу Литванско-Белоруске ССР из њихове престонице. Пољске снаге су 8. августа заузеле Минск а 28. августа по први пут су распоредили тенкове. Након тешких борби освојен је Бабрујск код Березина. До 2. октобра, пољске снаге су стигле до реке Двине и обезбедиле регион од Десне до Даугавпилса.
Пољски успех је трајао до почетка 1920. године. Спорадичне битке избиле су између пољских снага и Црвене армије, али је Црвена армија била преокупирана белим контрареволуционарним снагама и стално се повлачила дуж целе линије западног фронта, од Летоније на северу до Украјине на југу. Почетком лета 1919, Бели покрет је преузео иницијативу, а његове снаге под командом Антона Дењикина марширале су на Москву. Пилсудски је био свестан да Совјети нису пријатељи независне Пољске, и рат са совјетском Русијом сматрао је неизбежним. Свој напредак према западу сматрао је главним питањем, али је такође сматрао да би могао добити бољу понуду за Пољску од бољшевика него од њихових противника, јер је Бели покрет, представници старе Руске Империје, које је поделило Пољску, био спреман да прихвати само ограничену независност Пољске, вероватно у границама Конгресне Пољске, и јасно се успротивио независности Украјине, која је била пресудна за Пилсудскијев план стварања Међуморја, док су бољшевици прогласили поделе неважећим. Пилсудски је тако шпекулисао да би Пољској било боље са бољшевицима, отуђеним од западних сила, него са обновљеним Руским царством. Својим одбијањем да се придружи нападу на Лењинову владу, игноришући снажан притисак Антанте, Пилсудски је вероватно спасио бољшевичку владу у лето – јесен 1919. године. Касније је изјавио да би у случају победе у Белих на истоку, Пољска у најбољем случају могла добити "етничку границу". У исто време, Лењин је Пољацима понудио територије Минска, Житомира, Хмељничке области, у ономе што је описано као мини "Брест". Пољски војни вођа Казимеж Соснковски написао је да су територијални предлози бољшевика много бољи од онога што су Пољаци желели постићи.

#### Дипломатски фронт, 1. део
Године 1919. било је неколико неуспешних покушаја мировних преговора од стране разних пољских и руских фракција. У међувремену, пољско-литвански односи су се погоршали пошто је пољским политичарима било тешко да прихвате захтеве Литванаца за одређене територије, посебно за град Вилњус који је имао већинску пољску етничку већину, али су га Литванци сматрали својом историјском престоницом. Пољски преговарачи постигли су бољи напредак са привременом владом Летоније, а крајем 1919. и почетком 1920. године, пољске и летонске снаге спровеле су заједничке операције, укључујући битку за Даугавпилс, против совјетске Русије.
Варшавски споразум, споразум са прогнаним украјинским лидером Симоном Петљуром потписан је 21. априла 1920. године, био је главни пољски дипломатски успех. Петљура, који је формално заступао владу Украјинске НР (до тада де факто поражене од бољшевика), заједно са неким украјинским снагама, пребегао је у Пољску где је добио азил. Његова контрола се пружала само на парче земље близу пољске границе. У таквим условима, било је мало потешкоћа да се Петљура убеди да се придружи савезу са Пољском, упркос недавном сукобу између два народа који је решени у корист Пољске. Склапањем споразума са Пилсудским, Петљура је прихватио пољске територијалне добитке у западној Украјини и будућу пољско-украјинску границу уз реку Збруч. У замену, он је добио обећање за признавање независности Украјине и пољску војну помоћ у обнови своје владе у Кијеву.
За Пилсудског, овај савез је дао подршку његовом плану за федерацију у Међуморју, осигурао део пољске границе према истоку и поставио темеље за државу у којој доминирају Пољаци између Русије и Пољске. За Петљуру, ово је била задња шанса да се сачува државност и, барем, теоретска независност украјинске земље, чак и да се прихвати губитак западних украјинских земаља у корист Пољске. Ипак њихов савез се суочио са осудама и у Пољској и у Украјини. Пилсудски се суочио са оштрим противљењем Дмовскијевих националних демократа који су се противили украјинској независности. Петљура је, пак, критикован од стране многих украјинских политичара због склапања пакта са Пољском и одустајања од западне Украјине.
Савез са Петљуром довео је до тога да је 15.000 пропољских савезничких украјинских трупа на почетку кампање, порастао на 35.000 кроз регрутовања и дезертерства са совјетске стране током рата. То је, на крају, обезбедило недовољну подршку тежњама савеза.

### 1920.

#### Супротстављене снаге
Норман Дејвис напомиње да је процена снаге супротстављених страна тешка, да су чак и генерали често имали непотпуне извјештаје о властитим снагама.

#### Црвена армија
Почетком 1920. године, Црвена армија је била веома успешна против Белог покрета. Поразили су Дењикина и потписали мировне уговоре са Летонијом и Естонијом. Пољски фронт је постао њихов најважнији ратни циљ и мноштво совјетских ресурса и снага преусмерено је на њега. У јануару 1920. године, Црвена армија је почела да концентрише снаге од 700.000 војника у близини реке Березине у Белорусији.
У време када су Пољаци започели своју офанзиву у Кијеву, Црвени југозападни фронт имао је око 82.847 војника, укључујући и 28.568 војника на линији фронта. Пољаци су имали неку бројчану предност, која се процењује од 12.000 до 52.000 војника. У време совјетске контраофанзиве средином 1920. ситуација је била обрнута: Совјети су бројали око 790.000 војника - најмање 50.000 више од Пољака, Тухачевски је проценио да је имао 160.000 војника спремних за борбу, Пилсудски је проценио совјетске снаге на 200,000–220.000 војника.
Током 1920. године, припадници Црвене армије на западном фронту су бројали 402.000 и 355.000 војника на југозападном фронту у Галицији. Григориј Кривошев је објавио сличне податке, 382,071 војника на западном фронту и 282,507 војника на југозападном фронту током јула и августа.
Норман Дејвис показује раст снага Црвене армије на пољском фронту од почетка 1920. године:
1. јануар 1920. – 4 пешадијске дивизије, 1 коњичка бригада
1. фебруар1920. – 5 пешадијске дивизије, 5 коњичке бригаде
1. март 1920. – 8 пешадијске дивизије, 4 коњичке бригаде
1. април 1920. – 14 пешадијске дивизије, 3 коњичке бригаде
15. април 1920. – 16 пешадијске дивизије, 3 коњичке бригаде
25. април 1920. – 20 пешадијске дивизије, 5 коњичке бригаде
Међу командантима који су предводили Црвену армију у предстојећој офанзиви били су Лав Троцки, Тухачевски (нови командант војске на западном фронту), Александар Јегоров (нови командант војске на југозападном фронту) и будући совјетски владар Јосиф Стаљин.

#### Пољске снаге
Пољску војску чинили су војници који су раније служили у различитим деловима царства, уз подршку неких међународних добровољаца, попут Кошћушковог ескадрона. Борис Савинков био је на челу војске од 20.000 до 30.000 углавном састављене од руских ратних заробљеника, а придружили су им се Димитриј Мерешковски и Зинаида Гипиус. Пољске снаге су порасле са отприлике 100.000 војника 1918. године на преко 500.000 војника почетком 1920. године. У августу 1920. године, пољска војска је достигла укупну снагу од 737.767 војника, половина војске је била на првим борбеним линијама. Након совјетских великих губитака до битке за Варшаву, Пољаци су можда имали предност у броју и логистици.
Међу главним формацијама на пољској страни била је Прва пољска армија.

#### Логистика и планови
Логистика је, међутим, била веома лоша за обе војске, коришћене су било које опреме које су остала из Првог светског рата или које су могле бити добијене током битака. Пољска армија, на пример, користила је топове произведене у пет земаља, а пушке произведене у шест земаља, од којих свака користи различиту муницију. Совјети су имали на располагању мноштво војних складишта, остављених повлачењем немачких војски 1918.-1919, и модерним француским наоружањем заробљеним у великом броју од Белог покрета и савезничких експедиционих снага у Руском грађанском рату. Ипак, имали су недостатак оружја, и Црвена армија и пољске снаге биле су грубо подређене западним стандардима.
Совјетска врховна команда планирала је нову офанзиву крајем априла и почетком маја. Од марта 1919. године, пољска обавештајна служба је била свесна да су се Совјети припремили за нову офанзиву и да је Врховна команда Пољске одлучила да покрене своју офанзиву пре својих противника. План за Кијевску офанзиву био је да се протера Црвена армија из јужног дела Пољске и да се у Украјини организује Петљурина влада која ће бити савезник Пољској.

#### Кијевска офанзива
До априла, пољске снаге су полако али константно напредовале на истоку. Нова Летонска влада затражила је и добила пољску помоћ за ослобађање Даугавпилса. Град је ослобођен након тешке битке у јануару и предат је Летонцима. До марта, пољске снаге су протерале совјетске снаге на север (Белорусија) и југ (Украјина).
Пољска је 24. априла почела своју главну офанзиву, Операција Кијев. Њен циљ био је стварање независне Украјине која би постала део Пилсудсковог пројекта федерације "Међуморје". Пољским снагама је помагало 15.000 украјинских војника под Симоном Петљуром, који су представљали Украјинску НР.
Дана 26. априла, у свом "Позиву народу Украјине", Пилсудски је рекао свом аудиторијуму да ће "пољска војска остати само онолико дуго колико је потребно док законска украјинска влада не преузме контролу над сопственом територијом". Упркос томе, многи Украјинци су били подједнако против Пољака као и против бољшевика, и одбијали су пољску помоћ.
Пољска 3. армија лако је победила у пограничним сукобима Црвену армију у Украјини, али су се Црвени повукли уз минималне губитке. Након тога, комбиноване пољско-украјинске снаге ушле су 7. маја у напуштени Кијев, сусрећући се само са симболичким отпором.
На овај пољски војни потез Црвена армија је узвратила контранападом 29. маја. Пољске снаге у тој области, које су се припремале за офанзиву према Жлобину, успеле су да задрже своју позицију, али нису могле да започну своју планирану офанзиву. На северу, пољске снаге су прошле много горе. Прва пољска армија била је поражена и приморана да се повуче у нападу који је предводила руска 15. армија, која је поново заузела територије између Западне Двине и Березине. Пољске снаге су покушале да искористе изложене бокове нападача, али нису успеле да зауставе совјетски напредак. Крајем маја, фронт се стабилизовао у близини реке Ауте, а совјетске снаге су се почеле припремати за следећи напад.
Дана 24. маја 1920, пољске снаге на југу су се први пут сукобиле са чувеном 1. коњичком армијом под командом Буђонија. Поновљеним нападима Буђонијева козачка коњица пробила је пољско-украјински фронт 5. јуна. Совјети су затим распоредили мобилне коњичке јединице како би пореметили пољска регруписања, циљајући комуникације и логистику. До 10. јуна, пољске војске су се повлачиле дуж читавог фронта. 13. јуна пољска војска, заједно са Петљуриним украјинским трупама, препустила је Кијев Црвеној армији.

#### Низ совјетских победа
Генерал Алексеј Брусилов, последњи врховни командант царске војске, је 30. маја 1920. године објавио у Правди апел под називом "Свим бившим официрима, где год да су", охрабрујући их да забораве прошлост и придруже се Црвеној армији. Брусилов је сматрао патриотском дужношћу свих руских официра да се удруже са бољшевичком владом, која је по његовом мишљењу бранила Русију од страних освајача. Лењин је такође употребио термин руског патриотизма. Тако је Централни комитет апеловао на "поштоване грађане Русије" да бране Совјетску републику против пољске узурпације. Историчари су подсећали на пољске инвазије почетком 17. века.
Руска контра-офанзива је заиста подстакнута ангажовањем Брусилова, 14.000 официра и преко 100.000 дезертера пријавило се или се вратило у Црвену армију. Командант Треће пољске армије у Украјини, генерал Едвард Риђ-Шмигли, одлучио је да пробије совјетску линију према северозападу. Пољске снаге у Украјини успеле су да се повуку релативно неоштећене, али нису могле да подрже северни фронт и ојачају одбрану на реци Аути за одлучујућу битку која се тамо одиграла.
Због недовољних снага, пољски 320-километарски фронт (200 миља) био је на челу танке линије од 120.000 војника, подржаних са око 460 артиљеријских оруђа без стратешких резерви. Овакав приступ држању терена враћа се у праксу Првог светског рата да се "успостави утврђена линија одбране". Она је показала неке успехе на Западном фронту засићеном трупама, митраљезима и артиљеријом. Источни фронт Пољске, међутим, био је слабо снабдевен, био је подржан неадекватном артиљеријом и није имао готово никаквих утврђења.
 Против пољске линије Црвена армија је окупила свој северозападни фронт предвођен младим генералом Тухачевским. Њихов број је премашивао 108.000 пешадинаца и 11.000 коњаника, уз подршку 722 артиљерије и 2.913 митраљеза. Совјети на неким пресудним местима надмашили су Пољаке у бројности четири према један.
Тухачевски је почео своју офанзиву 4. јула, дуж линије Смоленск–Брест, прелазећи реку Ауту и Березину. Северни Трећи коњички корпус, предвођен Гајем Дмитриевичем, требало је да потисне пољске снаге на северу, у близини литванске и пруске границе (обе нације непријатељски расположене према Пољској). 4., 15. и 3. армија требало је да се померају на запад, а на југу се налазила 16. армија и Мозирска група. Током прва три дана битка је била изједначена, али совјетска бројчана супериорност показала се одлучујућом и до 7. јула пољске снаге су се у потпуности повукле дуж читавог фронта. Међутим, због упорних одбрана пољских јединица, Тухачевски план да пробије фронт и потисне Пољаке југозападно до Пинских мочвара није успео.
Пољски отпор је поново принуђен на линију "немачких ровова", линије тешких утврђења из Првог свјетског рата која су пружила прилику да се заустави офанзива Црвене армије. Међутим пољске трупе нису располагале довољним бројем војника. Совјетске снаге су пронашле слабо брањени део фронта и пробиле се. Гај Дмитриевич и литванске снаге освојиле су Вилњус 14. јула, присиљавајући Пољаке на поново повлачење. У Галицији на југу, коњица генерала Буђонија напредовала је дубоко на пољској територији, заузимајући Броди и приближавајући се Лавову и Замошћу. Почетком јула Пољацима је постало јасно да циљеви Совјета нису били ограничени на померање њихових граница према западу. У питању је била независност Пољске.
Совјетске снаге су напредовале у просеку 32 km дневно. Гродно у Белорусији пало је 19. јула, Брест-Литовск пао је 1. августа. Пољаци су покушали да одбране линију на реци Буг са 4. армијом и групом полеских јединица, али су успели одложити напредовање Црвене армије само за недељу дана. Након преласка реке Нарев 2. августа, совјетски северозападни фронт се налазио на 97 km од Варшаве. Брестовска тврђава, која је постала седиште планиране пољске контраофанзиве, пала је у првом нападу совјетске 16. армије. Совјетски југозападни фронт је избацио пољске снаге из Украјине. Стаљин је тада прекршио своје наредбе и наредио својим снагама да заузму Замошћ, као и Лавов - највећи град у југоисточној Пољској и важан индустријски центар, седиште пољске 6. армије. Град је убрзо био опкољен. То је створило прекид у линији Црвене армије, али је истовремено отворило пут ка пољској престоници. Пет совјетских војски наступало је ка Варшави.
Пољске снаге у Галицији код Лавова покренуле су успешну контраофанзиву како би успориле напредовање Црвене армије. То је зауставило повлачење пољских снага на јужном фронту. Међутим, погоршање ситуације у близини пољске престонице Варшаве спречило је Пољаке да наставе јужну контраофанзиву и продор на исток. Снаге су прикупљене како би учествовале у надолазећој борби за Варшаву.

#### Дипломатски фронт, 2. део
Када се ратна срећа окренула против Пољске, политичка моћ Пилсудског је ослабила, док су се његови противници, укључујући и Романа Дмовског, повећавали. Пилсудски је успео да поврати свој утицај, посебно на војску, скоро у последњем тренутку - када су се совјетске снаге приближавале Варшави. Пољска политичка сцена почела је да се распламсава, а влада Леополда Скулског је почетком јуна поднела оставку.
У међувремену, поверење совјетском руководству се повећало. Лењин је у једном телеграму изјавио: "Морамо усмерити сву нашу пажњу на припрему и јачање западног фронта. Мора се објавити нови слоган: 'Припремите се за рат против Пољске'." Совјетски комунистички теоретичар Николај Бухарин, писац за лист Правда, пожелео је ресурсе за спровођење кампање изван Варшаве "све до Лондона и Париза". Наредба генерала Тухачевског, од 2. јула 1920, гласила је: "На запад! Преко леша Беле Пољске лежи пут до светског пожара. Марш на Вилњус, Минск, Варшаву!" и "напред до Берлина преко леша Пољске!" Међутим, све већа нада у извесну победу довела је до политичких интрига између совјетских команданата.
По налогу комунистичке партије Совјетског Савеза, пољској марионетској влади, the Привремени пољски револуционарни одбор (пољ.: Tymczasowy Komitet Rewolucyjny Polski, TKRP), формиран је 28. јула у Бјалистоку ради организовања управе пољских територија које је заузела Црвена армија. ТКРП је имао веома мало подршке од стране етничког пољског становништва и регрутовао је своје присталице углавном из редова мањина, првенствено Јевреја. На врхунцу пољско-совјетског сукоба, Јевреји су били изложени антисемитском насиљу од стране пољских снага, које су сматрале Јевреје потенцијалном претњом, и које су често оптуживале Јевреје као креаторе руског бољшевизма, током битке за Варшаву, пољска влада је интернирала све јеврејске добровољце и послала јеврејске добровољце у логор.
Премијер Велике Британије, Дејвид Лојд Џорџ притиснуо је Пољску да прихвати совјетске услове одбио да пружи било какву помоћ Пољацима који су одбили да подрже Бели покрет у Руском грађанском рату. У јулу 1920, Британија је објавила да ће послати велике количине вишка војних залиха из Првог светског рата у Пољску, али претња генералним штрајком Конгреса синдиката, који се успротивио британској подршци "Беле Пољске", осигурао је да ништа од оружја није послато за Пољску. Дејвид Лојд Џорџ никада није био расположен да подржи Пољаке, па су га његови десничарски чланови владе, међу којима Лорд Керзон и Винстон Черчил, притиснули да понуди залихе.
Почетком јула 1920, премијер Владислав Грабски отпутовао је на Спа конференцију у Белгији да затражи помоћ. Представници савезника били су углавном нерасположени за пружањем помоћи. Грабски је потписао споразум који је садржао неколико тачака: да се пољске снаге повуку на Керзоновој линији, коју су савезници објавили у децембру 1919. године, описујући пољску етнографску границу, да учествује у наредној мировној конференцији, и да се питање суверенитета Вилњуса, источне Галиције, Чешке Шлеске, и Гдањска врати савезницима. Услови савезника нису одушевили Пољаке.
Влада Велике Британије је 11. јула 1920. послала телеграм Совјетима, потписан од стране Керзона, који је описан као де факто ултиматум. Захтевала је да Совјети зауставе своју офанзиву на Керзоновој линији и да је прихвате као привремену границу са Пољском, док се преговорима не одреди стална граница. У случају совјетског одбијања, Британци су претили да ће помоћи Пољској са свим расположивим средствима, која су, у ствари, била ограничена унутрашњом политичком ситуацијом у Уједињеном Краљевству. То су 17. јула бољшевици одбили и дали контра понуду да преговарају о мировном споразуму директно са Пољском. Британци су одговорили претећи да ће прекинути текуће трговинске преговоре ако Совјети спроведу даље офанзиве против Пољске. Ове претње су игнорисане.
Британска лабуристичка партија је објавила 6. августа 1920. године памфлет у којем се наводи да британски радници никада неће учествовати у рату као савезници Пољске, а лабуристички синдикати су блокирали испоруке британским експедиционим снагама које помажу Белом покрету у Архангељску. Француски социјалисти, у свом листу л'Уманите су објавили: "Ни човек, ни златник, ни граната за реакционарну и капиталистичку Пољску. Живела Руска револуција! Живела Радничка интернационала!" Пољска је такође претрпела губитке због саботаже и кашњења у испорукама ратних залиха, када су радници у Чехословачкој и Немачкој одбили да превозе такве материјале у Пољску. Пољска влада је 6. августа издала "Апел свету", оспоравајући оптужбе за империјализам, наглашавајући тежњу Пољске за самоопредељењем и опасности од бољшевичке инвазије на Европу.
Литванија је била у озбиљном спору са Пољском око града Вилњуса и пограничних подручја око Сејнија и Сувалкија. Пољски покушај 1919. године да преузме контролу над читавом нацијом путем државног удара додатно је пореметио њихов однос. Совјетска и Литванска влада потписале су 12. јула Совјетско-литвански споразум из 1920. године, овим споразумом је прихваћено да је Вилњус део Литваније. Споразум је садржао тајну клаузулу којом се совјетским снагама омогућава слободно кретање на признатој литванској територији током било каквог совјетског рата са Пољском, ова клаузула је довела до питања неутралности Литваније у текућем рату између Пољске и Совјетског Савеза. Литванци су такође пружили Совјетима логистичку подршку. Упркос подршци Литваније, Совјети нису предали Вилњус Литванцима све до тренутка када су га пољске снаге поновно заробиле (крајем августа), док су до тада совјети охрабривали властиту комунистичку литванску владу, Литбел, и планирали прокомунистички удар у Литванији. Сукоб између Пољске и Литваније кулминирао је Пољско-литванским ратом, који је почео у августу 1920. године.
Пољских савезника је било мало. Француска, која је наставила своју политику супротстављања бољшевизму сада када су Бели у Русији били скоро потпуно поражени, послала је консултативну групу од 400 припадника у помоћ Пољској 1919. године. Она се углавном састојала од француских официра, иако је укључивала и неколико британских саветника као што је генерал-пуковник Сер Адријан Картон де Вјарт. Међу француским официрима био је и будући председник Француске Шарл де Гол, који је током рата одликован највећим пољским војним одликовањем - медаљом за војне врлине (лат. Virtuti Militari). Поред савезничких саветника, Француска је такође олакшала транзит у Пољску из Француске "Плаве војске" 1919. године: трупе састављене од војника углавном пољског порекла, плус неке међународне добровољце, раније под француском командом у Првом светском рату. Војском је командовао пољски генерал Јозеф Халер. Мађарска је понудила да пошаље помоћ Пољској од 30.000 коњаника, али Чехословачка влада их је спречила, јер је на границама постојала демилитаризована зона након Чехословачко-мађарског рата који је завршен само неколико месеци раније. Ипак неки возови са оружјем из Мађарске стигли су у Пољску.
Средином 1920. године Савезничка мисија је проширена неким саветницима (постајући Међузавежничка мисија у Пољској). Међу њима су били: француски дипломата Жан Жил Жисеран, генерал Максим Вејган, врховни командант победничке Антанте Фердинанд Фош, и британски дипломата лорд Едгар Винсент. Најновији чланови мисије нису много допринели Пољској, важну битку за Варшаву водили су и победили Пољаци пре него што је мисија стигла и саставила извештај. Без обзира на то, дуги низ година, мит је устрајао да је благовремени долазак савезничких снага спасио Пољску, мит у којем Вејган заузима централну улогу. Ипак, пољско-француска сарадња се наставила и француско наоружање, укључујући пешадијско наоружање, артиљерију и тенкове Рено FT-17 били су отпремљени у Пољску како би се ојачала њена војска. Коначно, 21. фебруара 1921. Француска и Пољска су ушле у формални војни савез, који је постао важан фактор током наредних совјетско-пољских преговора.

#### Битка за Варшаву
10. августа 1920, совјетске козачке јединице под командом Бжишкјана прешле су реку Вислу, планирајући да нападну Варшаву са запада док је главни напад почео са истока. Први совјетски напад је одбијен 13. августа. Пољска 1. армија одолела је директном нападу на Варшаву и зауставила напад на Рађимин.
Командант совјетског Западног фронта Михаил Тухачевски, био је сигуран да све иде по његовом плану. Међутим, Међутим, пољска војна обавештајна служба дешифровала је радио поруке Црвене армије, и Тухачевски је заправо пао у замку коју је поставио Пилсудски и његов шеф штаба Тадеуш Розвадовски. Совјетски напредак преко реке Висле на северу кретао се у оперативном вакууму, јер није било великих пољских снага у том подручју. На другој страни, јужно од Варшаве, где је требало да се одлучи о судбини рата, Тухачевски је оставио само симболичне снаге да чувају виталну везу између совјетских северозападних и југозападних фронтова. Још један фактор који је утицао на исход рата била је ефективна неутрализација Буђонијеве коњице, од које су Пилсудски и други пољски команданти много стрепели, након пораза у борбама око Лавова. На инсистирање Тухачевског совјетска врховна команда је наредила Буђонијевој коњици да иде на север према Варшави и Лублину. Међутим Буђони није послушао наредбу због неслагања Тухачевског и Јегорова, команданта југозападног фронта.
Јосиф Стаљин, тада главни политички комесар на југозападном фронту, био је ангажован у Лавову, око 320 km од Варшаве. Недостатак његових снага у борби био је предмет спора. Настала је перцепција да је његово одсуство било због његове жеље да стекне 'војну славу' у Лавову. Размењени су телеграми о премештају снага. Лав Троцки тумачи Стаљинове поступке као непослушност, док Ричард Пајп тврди да је Стаљин '... готово сигурно поступао по Лењиновим наредбама' да не сели снаге у Варшаву. Врховни совјетски командант Сергеј Каменев дозволивши такву непослушност, издавањем конфликтних и збуњујућих наредба без поступања са одлучношћу врховног команданта, увелико је допринео проблемима и поразу Црвених снага у овом одлучујућем делу рата.
Пољска 5. армија под командом генерала Владислава Сикорског креће у контранапад 14. августа на подручју тврђаве Модлин, прелазећи реку Вкру. Суочио се са заједничким снагама 3. и 15. армије које су биле бројчано и материјално надмоћне. У једном дану совјетски напредак према Варшави и Модлину је заустављен и убрзо се претворио у повлачење. Пета армија Сикорског потиснула је исцрпљене совјетске формације од Варшаве муњевитом операцијом. Пољске снаге су напредовале брзином од тридесет километара дневно, убрзо уништивши било какве совјетске наде да ће окончати успешно свој маневар на северу. До 16. августа, пољској контраофанзиви у потпуности се придружила "Резервна војска" маршала Пилсудског. Прецизно извршавајући свој план, пољске снаге, напредујући из Варшаве (група пуковника Врзалинског) и југа (пољска 3. и 4. армија), пронашле су огроман јаз између совјетских фронтова и искористиле слабост совјетске "групе Мозир" која је требало да заштити слабу везу између совјетских фронтова. Пољаци су наставили своју офанзиву на север, са две војске које су пратиле и уништавале изненађеног непријатеља. Стигли су са леђа Тухачевским снагама, које су до 18. августа биле опкољене. Тог дана Тухачевски, у свом главном штабу у Минску, 480 km источно од Варшаве, постао је потпуно свестан размера совјетског пораза и наредио остацима његових снага да се повуку и прегрупишу. Он се надао да ће исправити своју линију фронта, зауставити пољски напад и повратити иницијативу, али наређења су или стигла прекасно или нису уопште стигла.
Избило је опште расуло у совјетској војсци. Тухачевски је наредио генерално повлачење према реци Буг, али до тада је изгубио контакт са већином својих снага у близини Варшаве, а сви бољшевички планови су пропали неуспешном комуникацијом.

Бољшевичке војске су се повукле неорганизовано, услед завладале панике и дезинтеграције. Пораз Црвене армије био је тако велик и неочекиван да је у Пољској битка за Варшаву често називана "чудо на Висли". Претходно непознати документи из Пољског централног војног архива пронађени 2004. године показали су да је успешно разбијање шифара радијске комуникације Црвене армије од стране пољских криптографа имало велику улогу у победи.
Напредовање Буђонијеве 1. коњичке армије у правцу Лавова успорено је прво у бици код Бродија (29. јул – 2. август), а потом и у бици код Задворзе 17. августа, где се мала пољска војска жртвовала како би спречила совјетску коњицу да зароби Лавов и заустави витална пољска појачања да се крећу према Варшави. Кретајући се кроз слабо брањена подручја Буђонијева коњица је стигла до града Замошћа 29. августа и покушала да га заузме, али се убрзо суочила са све већим бројем пољских јединица које су се враћале из успешне варшавске контраофанзиве. 31. августа, Буђонијева коњица је коначно прекинула опсаду Лавова и покушала је да помогне совјетским снагама које су се повлачиле из Варшаве. Совјетске снаге су биле поражене од стране пољске коњице у бици код Комарова код Замошћа, у једној од највећих коњичких битака од 1813. и једној од последњих коњских битака у историји. Иако је Буђонијева војска успела да избегне опкољавање, претрпела је велике губитке и њен морал је нагло пао. Остаци Буђонијеве коњице повукли су се 6. септембра до Володимира-Волинског и поражени су неколико дана касније у бици код Грубјешова.
Тухачевски је успео да реорганизује снаге које су се повлачиле према истоку, а у септембру је успоставио нову одбрамбену линију од пољско-литванске границе на северу до области Полесја, са центром у Гродном у Белорусији. Пољска армија је сломила ову линију у бици код реке Њемен. Пољске снаге су прешле реку Њемен и заобишле бољшевике, који су опет били приморани да се повуку. Пољске снаге су наставиле да напредују на исток на свим фронтовима, понављајући своје успехе из претходних година. Почетком октобра Пољска армија је била на линији Тернопољ–Дубно–Минск–Дриса.
На југу, Петљурине украјинске снаге су поразиле бољшевичку 14. армију и 18. септембра преузеле контролу над левом обалом реке Збруч. Током наредног месеца били су на линији Дњестар–Шаргород–Бар–Литин.

#### Завршетак
Убрзо након битке за Варшаву Совјети су затражили мир. Пољаци, исцрпљени, непрестано под притиском западних влада и Лиге народа, са својом војском су контролисали већину спорних територија, били су вољни да преговарају. Совјети су дали две понуде: једну 21. септембра, а другу 28. септембра. Пољска делегација је 2. октобра изнела контрапонуду. Совјети су 5. октобра изнели амандмане на пољску понуду, које је Пољска прихватила. Прелиминарни споразум о миру и услови примирја између Пољске с једне стране и совјетске Украјине и совјетске Русије с друге стране потписан је 12. октобра, а примирје је ступило на снагу 18. октобра. Ратификације су потписане 2. новембра у Лијепаји. Уследили су дуги преговори о коначном мировном споразуму.
У међувремену, Петљурине украјинске снаге, које су сада бројале 23.000 војника и контролисале територије одмах на истоку Пољске, планирале су 11. новембра офанзиву у Украјини, али су их напали бољшевици 10. новембра. До 21. новембра, након неколико битака, били су протерани на територију под пољском контролом.

## Последице
Упркос коначном повлачењу совјетских снага и уништењу њихове три војске, историчари се не слажу универзално око питања победника.. Пољаци су тврдили да су успели да одбране своју државу, док су Совјети тврдили да су спречили пољску инвазију на исток на Украјину и Белорусију, што су они сматрали делом савезничке интервенције у Руском грађанском рату. Неки британски и амерички војни историчари тврде да је совјетски неуспех да се уништи пољска војска одлучно окончао совјетске амбиције за међународну револуцију.
Са завршетком Пољско-совјетског рата и пораза генерала Врангела 1920. године, Црвена армија је могла послати своје трупе у Тамбовски регион у централној Русији да би угушиле антибољшевички сељачки устанак.

### Мировни преговори
Због својих пораза у и након битке за Варшаву, Совјети су понудили Пољској мировној делегацији значајне територијалне уступке у спорним граничним подручјима, сличним границама између Руске Империје и Државне заједнице Пољске и Литваније пре прве поделе Пољске у 1772. години. Пољски ресурси су били исцрпљени, а пољско јавно мњење се противило продужетку рата. Пољска влада је такође била под притиском Лиге народа, и преговори су били под контролом Дмовскијевих Националних демократа.
Националне демократе нису мариле за Пилсудскову верзију оживљавања Међуморја, мултикултуралне Државне заједнице Пољске и Литваније. Пилсудски је држао под контролом војску, али парламент (Сејм) је био под контролом Дмовског: Подршка Пилсудског лежи на источним територијама, које су у време избора биле под контролом бољшевика, док је изборна подршка националних демократа лежала у централној и западној Пољској.
Националне демократе су хтеле само територију коју су сматрали 'етничком или историјском Пољском' или коју су могли полонизовати. Упркос поразу Црвене армије у Варшави и спремности совјетског главног преговарача Адолфа Јофа да уступи скоро све спорне територије, идеологија националних демократа омогућила је Совјетима да поврате одређене територије. Ова послератна ситуација задала је смртни ударац пројекту Међуморја. Националне демократе су такође имале мало обзира у вези са судбином украјинског савезника, Петљуре, и нису мариле су да се њихов политички противник, Пилсудски, осећа часно у вези са њиховим уговорним обавезама о савезништву. Према томе, они нису оклевали да пониште Варшавски уговор између Пољске и Украјинског директората.
Мировни споразум у Риги потписан је 18. марта 1921. године, поделом спорних територија у Белорусији и Украјини између Пољске и Совјетског Савеза.

#### Украјина
Мировни споразум, који је Пилсудски назвао "кукавичким чином", прекршио је услове пољског војног савеза са Украјинским директоратом, који су изричито забрањивали склапање одвојеног мира. Украјински савезници у Пољској интернирани су од стране пољских власти. Ово интернирање погоршало је односе између Пољске и Украјинске мањине на њеној територији: они који су подржавали Петљуру били су љути због издаје њиховог пољског савезника, гнева који је ојачао због политике асимилације националистичке међуратне Пољске према њеним мањинама. То је у великој мери инспирисало растуће тензије које су кулминирале насиљима над Пољацима 1930-их и 1940-их.

#### Белорусија
Споразум је поделио Белорусију, дајући део њене територије Пољској, а други део Совјетима. Иако Белоруска ССР није била укинута, њену политику је одређивала Москва. Као одговор на то, белоруски активисти су одржали Представнички конгрес у Прагу у јесен 1921. године како би разговарали о споразуму. Вера Масловскаја је послата као представник Бјалисточког округа, а на конгресу је предложила резолуцију о борби за уједињење. Тражила је независност свих белоруских земаља и осудила поделу. Иако конвенција није усвојила предлог за покретање оружаног сукоба, они су усвојили предлог Масловскаје, што је довело до тренутних одмазда од стране пољских власти. Они су се инфилтрирали у подземну мрежу која се борила за уједињење и ухапсили учеснике. Масловскаја је ухапшена 1922. године, а осуђена је 1923. године, заједно са још 45 других учесника, међу којима су били и сестра и брат Масловскаје и неколико професора и професионалаца. Масловскаја је прихватила сву одговорност за подземну организацију, али је изричито навела да није крива за злочин, јер је деловала само да заштити интересе Белорусије од страних окупатора у политичкој, а не војној акцији. У немогућности да докажу да су лидери учествовали у оружаној побуни, суд их је прогласио кривим за политичке злочине и осудио их на шест година затвора.

#### Вилњус
Пољски војни успеси у јесен 1920. године омогућили су Пољској да заузме област Вилњуса, где је формиран Комитет за управљање Централном Литванијом (Komisja Rządząca Litwy Środkowej) у ком су доминирали Пољаци. Одржан је референдум, а вилњуски Сејм је гласао за прикључивање Пољској 20. фебруара 1922. године. То је погоршало пољско-литванске односе у наредним деценијама. Упркос овом губитку територије, Алфред Сен сматра да је сама пољска победа над Совјетима у Пољско-совјетском рату спречила совјетске планове за ширење на запад и омогућила Литванији перииод међуратне независности.

### Ратни злочини и друге контроверзе
Рат и његове последице били су повезани и са другим контроверзама, као што је ситуација са ратним заробљеницима обеју страна, поступање према цивилном становништву и понашање неких команданата као што су Станислав Булак-Булахович и Вадим Јаковљев. Још једна контроверза односила се на погроме Јевреја, који су довели до тога да Сједињене Америчке Државе пошаљу комисију коју је предводио Хенри Моргенто да истражи ту ствар. Више од милион Пољака, који су живели углавном на спорним територијама, остали су у Совјетском Савезу, систематски прогоњени од стране совјетских власти због политичких, економских и верских разлога.

### Развој војне стратегије
Пољско-совјетски рат је утицао на пољску војну доктрину, која је наредних 20 година ставила нагласак на мобилност елитних коњичких јединица. Такође је утицао на Шарла де Гола, француског инструктора у Пољској армији који се борио у неколико битака. Он и Владислав Сикорски били су једини војни официри који су, на основу својих искустава у овом рату, тачно предвидели како ће се водити следећи рат. Иако нису успели у интербелуму да убеде своје војнике да послушају те лекције, у почетној фази Другог светског рата они су почели да командују својим оружаним снагама у избеглиштву.

### Наслеђе
Године 1943, током Другог светског рата, поново је отворена тема о источним границама Пољске, о чему се расправљало на Техеранској конференцији. Винстон Черчил се залагао да граница буде по Керзоновој линији из 1920. године а не по Ришком споразуму, а договор између савезника постигнут је на Кримској конференцији 1945. године. Западни савезници, упркос томе што су имали савезе са Пољском и упркос пољском доприносу, препустили су Пољску совјетској сфери утицаја. То је касније постало познато под именом Западњачка издаја.
До 1989. године, док су комунисти држали власт у Пољској НР, Пољско-совјетски рат је изостављен или сведен на минимум у историјским књигама пољских и других земаља Источног блока, или је представљен као страна интервенција у Руском грађанском рату.
Сматра се да је пољски поручник Јозеф Ковалски био последњи живи ветеран из овог рата. На свој 110. рођендан био је одликован орденом Пољске реституције од стране пољског председника. Умро је 7. децембра 2013. године у 113. години живота. Међутим, његова старост није потврђена, а у другом случају, Александер Имич, потврђено најстарији човек на свету који је умро 8. јуна 2014. године, стар 111 година, био је ветеран из истог рата, а самим тим и последњи живи ветеран.

#### Пољски извори
- Cisek, Janusz (1990). Sąsiedzi wobec wojny 1920 roku. Wybór dokumentów. (transl. Neighbors Attitude Towards the War of 1920. A collection of documents.). London: Polish Cultural Foundation Ltd. ISBN 978-0-85065-212-3.
- Czubiński, Antoni, Walka o granice wschodnie Polski w latach 1918–1921 (Fighting for eastern borders of Poland in 1918–1921), Instytut Śląski w Opolu, Opole, 1993
- Drozdzowski, Marian Marek, ур. (1996). Międzynarodowe aspekty wojny polsko-bolszewickiej, 1919–1920. Antologia tekstów historycznych [International aspects of the Polish-Bolshevik War, 1919–1920. Anthology of historical texts.]. Instytut Historii PAN. ISBN 978-83-86417-21-6.),
- Golegiewski, Grzegorz (2004). Obrona Płocka przed bolszewikami, 18–19 sierpnia 1920 r. [Defence of Płock from the Bolsheviks, 18–19 August 1920]. NOVUM. ISBN 978-83-89416-43-8.
- Kawalec Tadeusz, (1993). Historia IV-ej Dywizji Strzelców Generała Żeligowskiego w zarysie [History of 4th Rifleman Division of General Żeligowki in brief]. Gryf. OCLC 32178695.
- Konieczny, Bronisław (2005). Moje życie w mundurze. Czasy narodzin i upadku II RP [My life in the uniform. Times of the birth and fall of the Second Polish Republic]. Księgarnia Akademicka. ISBN 978-83-7188-693-5.
- Kopański, Tomasz Jan (1994). 16 (39-a) Eskadra Wywiadowcza 1919–1920 (16th (39th) Scouting Escadrille 1919–1920. Wojskowy Instytut Historyczny. ISBN 978-83-901733-5-1.
- Kukiel, Marian (1995). Moja wojaczka na Ukrainie. Wiosna 1920 (My fighting in Ukraine. Spring 1920. Wojskowy Instytut Historyczny. ISBN 978-83-85621-74-4.), Wojskowy Instytut Historyczny
- Łukowski, Grzegorz. Łukomski, Grzegorz (1994). Walka Rzeczpospolitej o kresy północno-wschodnie, 1918–1920. Polityka i dzialania militarne. (Rzeczpospolita's fight for the northeastern borderlands, 1918–1920. Politics and military actions. Wydawn. Nauk. Uniwersytetu im. Adama Mickiewicza w Poznaniu. ISBN 978-83-232-0614-9.), Wydawnictwo Naukowe Universytetu Adama Mickiewicza, Poznań
- Pruszyński, Mieczysław. Pruszyński, Mieczysław (1995). Dramat Piłsudskiego: Wojna 1920 (The drama of Piłsudski: War of 1920. Polska Oficyna Wydawnicza "BGW". ISBN 978-83-7066-560-9.), Polska Oficyna Wydawnicza BGW
- Odziemkowski, Janusz (2004). Leksykon Wojny Polsko-Rosyjskiej 1919–1920 (Lexicon of Polish-Russian War 1919–1920. Oficyna Wydawnicza "Rytm". ISBN 978-83-7399-096-8.), Rytm
- Rozstworowski, Stanisław (ed.). Listy z wojny polsko-bolszewickiej (Letters from the Polish-Bolshevik War. 1995. ISBN 978-83-86100-11-8.), Adiutor
- Sikorski, Władysław (1991). Nad Wisłą i Wkrą. Studium do polsko–radzieckiej wojny 1920 roku (transl. At Vistula and Wkra: Study of the Polish-Soviet War of 1920) (latest изд.). Warsaw: Agencja Omnipress. ISBN 978-83-85028-15-4. Непознати параметар |orig-date= игнорисан (помоћ)
- Szczepański, Janusz (1995). Wojna 1920 na Mazowszu i Podlasiu (transl. War of 1920 in Mazovia and Podolia). Wyższa Szkoła Humanistyczna / Gryf. ISBN 978-83-86643-30-1.

#### Руски извори
- Мельтюхов, Михаил Иванович (Mikhail Meltyukhov) (2001). Советско-польские войны. Военно-политическое противостояние 1918—1939 гг. (Soviet-Polish Wars. Political and Military standoff of 1918–1939). Moscow: Вече (Veche). ISBN 978-5-699-07637-6. Приступљено 29. 10. 2010. (in Russian).